# Simon et Théodore
Pour plus de détails, voir Fiche technique et Distribution.
Simon et Théodore est un film français réalisé par Mikael Buch, sorti en 2017.

## Synopsis
Simon Weiser, jeune trentenaire fantasque, est sur le point d'être père. Théodore, adolescent colérique, ne connaît pas le sien. La rencontre entre ces deux personnalités hors normes va faire des étincelles.

## Fiche technique
- Réalisation : Mikael Buch
- Scénario : Mikael Buch et Maud Ameline
- Production: Géraldine Michelot
- Casting: Richard Rousseau et Elsa Pharaon
- Photographie : Martin Roux
- Musique : Benjamin Esdraffo
- Montage : Baptiste Saint Dizier
- Son : Mathieu Villien, François Mereu et Edouard Morin
- Société de distribution : Rezo Films
- Durée : 84 minutes
- Format : 1,33
- Pays :  France
- Date de sortie France : 15 novembre 2017

## Distribution
- Félix Moati : Simon
- Anaëlle Othenin-Girard[1],[2]: Théodore
- Mélanie Bernier : Rivka
- Audrey Lamy : Edith
- Philippe Rebbot : Paul
- Jean-Charles Clichet : Marc
- Victor Haïm : Aaron
- Caroline Gay : Caroline

## Distinctions
- Schoumann Award du meilleur film au Jerusalem Jewish Film Festival 2018